# 龙王子女
龙子、龙女是中国传统文学类型故事中的角色，即龙王（四海龍王:104）的子女:27。此类角色或依习惯，称为龙公子（龙太子）、龙公主:105。
龙是中国历史悠久的文化形象。民俗文化和通俗文学中的龙王、龙女形象，则是唐朝开始。龙王、龙女的形象源头可追溯至印度佛经文学。元雜劇《洞庭湖柳毅传书》、《沙门岛张生煮海》中，龙女第一次成为故事主角:1。

## 类型
龙子或龙女为主角的故事中，龙子（龙女）报恩是流传最为久远、流播最为广泛的的类型。除汉族外，少数民族中亦有此类故事流传:105。此类故事讲述年轻人因救助龙子或龙女变成的小动物（通常是鱼或蛇），而受到龙王邀请到龙宫做客，获得礼物或娶龙女为妻:104。美国学者斯蒂思·汤普森在《民间故事类型》中，将“龙女报恩”归属于阿爾奈-湯普森分類法555型“渔夫和他的妻子”，同时，此类故事吸引了554型“动物报恩”和465型“妻子慧美，丈夫遭殃”的一些情节。中国学者丁乃通在《中国民间故事类型索引》，将龙子、龙女为主角的故事分为三个类型：“感恩的龙子和龙女”、“乐人和龙女”、“煮海宝”。其他研究者增加一个类型：“龙女与凡人婚配”:27。

### 龙女（龙子）报恩
东晋时，佛陀跋陀罗和法显集译的《摩訶僧祇律·卷三十二》记载一则龙女报恩故事。南梁僧旻、宝唱等所编《经律异相·卷四十三》引录，题为“商人驱牛以赎龙女得金奉亲”。此后，这一故事被《法苑珠林·卷九十一》、《太平廣記·卷四百二十》、《诸经要集·卷六》。诸多学者认为，这一记载为龙女报恩故事的较为直接的原型:10—11。
历经演变，“龙女（龙子）报恩”的类型有多个传说故事。德裔美籍学者艾伯华是较早注意到中国“龙女报恩”故事的学者。他在《中国民间故事类型》中，归类为“39.龙王满足愿望”，并分析了36篇异文的母题变化情况，将故事情节概括为：1.某人救了海龙王的儿子或女儿；2.海龙王要报答他，请他来到水晶宫；3.他听从海龙王一个仆人或孩子的建议，向海龙王索要赠物；4.于是他得到一个漂亮妻子（海龙王的女儿）或者得到许多财物。中国学者丁乃通在《中国民间故事类型索引》中则搜集到37例“龙女（龙子）”报恩的故事:104—105。

### 龙女与凡人婚配
此类故事情节是，龙女爱上凡人小伙，并主动表明爱慕之心。龙女不是出于报恩，而出于爱恋之心来到人间，与凡人生活。她与凡人的婚配往往会被父亲龙王反对。苗族《孤儿和龙女》、佤族《岩戛与龙女》、基诺族《鱼姑娘》、傈僳族《鲍鱼》等故事，则在故事开始粘合了“田螺姑娘”的情节:28。

### 煮海宝
此类故事的男主得到一个宝贝（一块岩石、一个盆子或一个铜币），他将宝贝放入海中，使海水煮沸，或在湖边用石头磨刀，使龙宫摇晃，龙王头疼。受到威胁的龙王只得邀请男主到龙宫挑选他喜欢的东西。男主选中了龙女或龙女化身的某件物品:28。

### 龙女掌珠藏
《太平广记》记载东海龙王第七女掌管龙王的珠藏。

### 乐人与龙女
此类故事中的男主用笛声吸引龙女，使她离开龙宫，追随爱情来到人间:28。

## 备注
1. ↑  如《封神演义》中，敖丙被称为东海龙王三太子。《西游记》中，白龙马是西海龙王三太子。

## 参看
那伽龙女：娑竭罗龙王的三女儿.